# Lamprochernes
Genre
Synonymes
- Pycnochernes Beier, 1932
- Muscichernes Morikawa, 1960

Lamprochernes est un genre de pseudoscorpions de la famille des Chernetidae.

## Distribution
Les espèces de ce genre se rencontrent en Europe, en Asie, en Amérique, en Afrique et en Océanie.

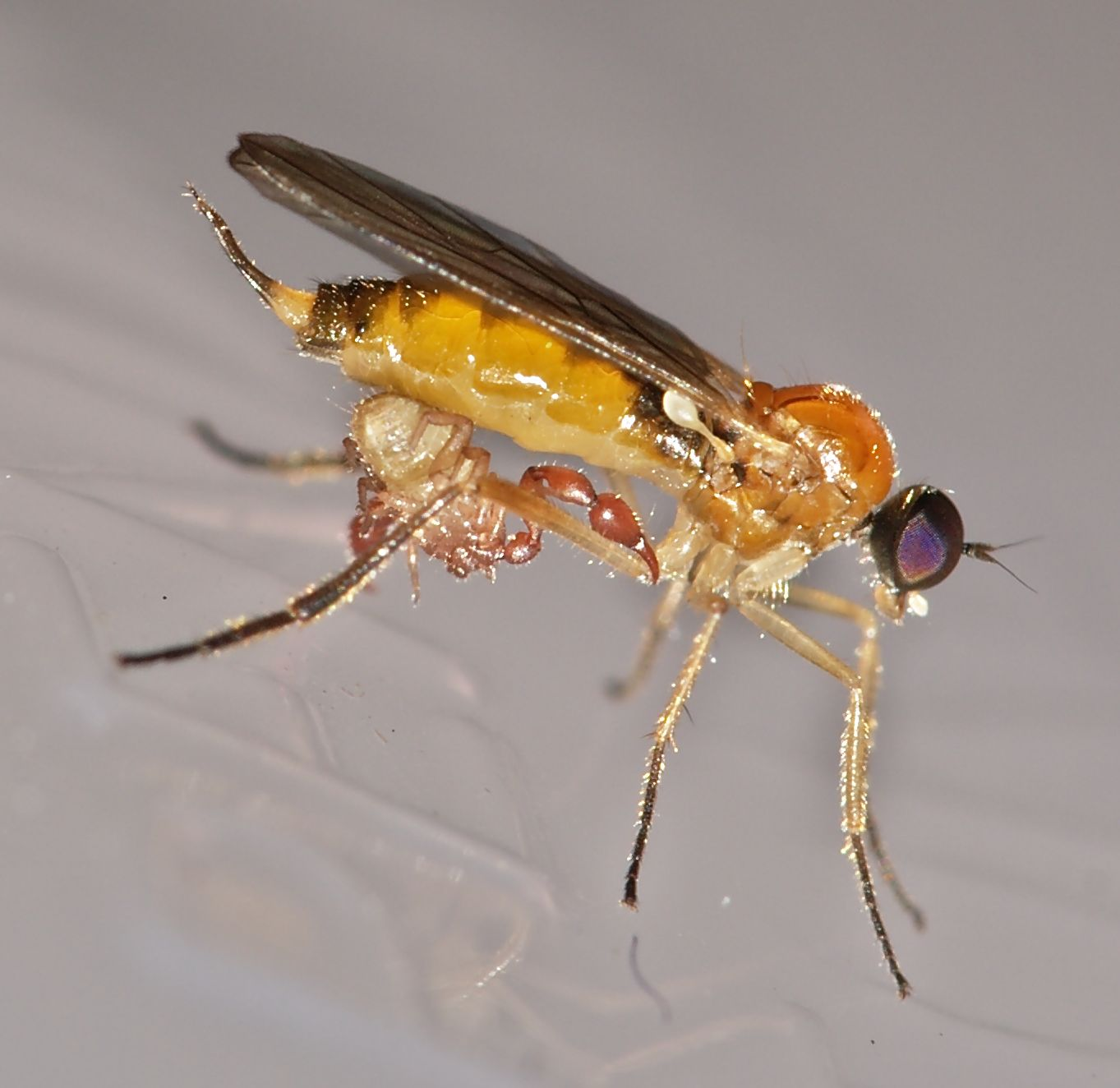
Lamprochernes accroché à Leptopeza flavipes.

## Liste des espèces
Selon Pseudoscorpions of the World (version 3.0) :
- Lamprochernes chyzeri (Tömösváry, 1882)
- Lamprochernes foxi (Chamberlin, 1952)
- Lamprochernes leptaleus (Navás, 1918)
- Lamprochernes minor Hoff, 1949
- Lamprochernes moreoticus (Beier, 1929)
- Lamprochernes muscivorus Redikorzev, 1949
- Lamprochernes nodosus (Schrank, 1803)
- Lamprochernes procer (Simon, 1878)
- Lamprochernes savignyi (Simon, 1881)

## Publication originale
- Tömösváry, 1882 : A Magyar fauna álskorpiói. Magyar Tudományos Akadémia Matematikai és Természettudományi Közlemények, vol. 18, p. 135-256.